# Iban Etcheverry
Pour les articles homonymes, voir Etcheverry.
Pas d'image ? Cliquez ici

a Compétitions nationales et continentales officielles uniquement.

b Matchs officiels uniquement.
Dernière mise à jour le 12 juillet 2022.
 Iban Etcheverry, né le 23 octobre 1998 à Bayonne, est un joueur français de rugby à XV jouant au poste d'ailier pour le SU Agen.

## Biographie
Formé à l'US Mouguerre, dans le Pays basque, il intègre le Pôle Espoir de Bayonne au lycée René-Cassin.
Il connaît par la suite les équipes de France Jeunes, avec lesquels il remporte la Coupe d'Europe avec les U18. Il remporte aussi le Tournoi des VI Nations et la Coupe du Monde avec les U20. Il arrive à l'Union Bordeaux Bègles à partir de 2016, dans la catégorie Espoir.[réf. nécessaire]
Il intègre la même année le Pôle France. En 2017, il joue ses premiers matchs en professionnels avec l'UBB. Il est prêté en 2018 au Colomiers rugby pour bénéficier de plus de temps de jeu en Pro D2.
En 2019, il est libéré par le club girondin pour rejoindre Soyaux Angoulême, également pensionnaire de la seconde division. En novembre 2019, il prolonge son engagement avec le club jusqu'en 2023. En juin 2021, il s'engage pour deux saisons avec le SU Agen.

## Palmarès

### En équipe nationale
- Vainqueur du Tournoi à 7 de Dubaï en 2015 et 2016 avec l'équipe de France 7's des moins de 18 ans[6],[7].
- Vainqueur du Champion d'Europe des moins de 18 ans en 2016 avec l'équipe de France des moins de 18 ans[8].
- Vainqueur du Tournoi des Six Nations des moins de 20 ans en 2018.
- Vainqueur du Championnat du monde junior 2018.